# Chilodes ulvae
Chilodes ulvae är en fjärilsart som beskrevs av Jacob Hübner 1818. Chilodes ulvae ingår i släktet Chilodes och familjen nattflyn. Inga underarter finns listade i Catalogue of Life.